# Transkripcioni faktor
U molekularnoj biologiji i genetici, transkripcioni faktor (za sekvencu-specifični DNK-vezujući faktor) je protein koji se vezuje za specifične DNK sekvence, čime kontroliše prenos (ili transkripciju) genetičke informacije sa DNK na iRNK. Transkripcioni faktori vrše tu funkciju sami ili u kompleksu sa drugim proteinima, putem promovisanja (kao aktivatori), ili blokiranja (kao represori) regrutovanja RNK polimeraza (enzima koji vrše transkripciju genetičke informacije sa DNK na RNK) za specifične gene.
Transkripcioni faktori sadrže jedan ili više DNK-vezujućih domena (DBD), koji se vezuju za specifične DNK sekvence pored gene koje oni regulišu. Dodatni proteini kao što su koaktivatori, remodelatori hromatina, histonske acetilaze, deacetilaze, kinaze, i metilaze, koji takođe učestvuju u regulaciji gena, nemaju DNK-vezujuće domene, i stoga nisu transkripcioni faktori.

## Konzervacija u različitim organizmima
Transkripcioni faktori su esencijalni za regulaciju ekspresije gen. Posledica toga je da su prisutni u svim živim bićima. Broj transkripcionih faktora nađenih u organizmu raste sa veličinom genoma, i veći genomi teže da imaju veći broj transkripcionih faktora po genu.
Postoji oko 2600 proteina u humanom genomu koji sadrže DNK-vezujuće domene, i za većinu njih se smatra da deluju kao transkripcioni faktori. Stoga, približno 10% gena u genomskom kodu su transkripcioni faktori, što čini ovu familiju najvećom familijom humanih proteina. Štaviše, geni su često okruženi sa nekoliko veznih mesta za različite transkripcione faktore, i efikasna ekspresija tih gena zahteva združeno dejstvo nekoliko različitih faktora (vidi, na primer, hepatocitni nuklearni faktori). Kombinatorno korišćenje podskupa od oko 2000 ljudskih transkripcionih faktora s lakoćom omogućava jedinstvenu regulisanju svakog gena u ljudskom genomu tokom razvoja.

## Mehanizam
Transkripcioni faktori se vezuju bilo za pojačivačke ili promoterske regione DNK gena koje regulišu. U zavisnosti od transkripcionog faktora, transkripcija gena je bilo pojačana ili umanjena. Transkripcioni faktori koriste mnoštvo mehanizama za regulaciju ekspresije gena. Neki od njih su:
- stabilizacija ili blokirane vezivanja RNK polimeraze za DNK
- kataliza acetilacije ili deacetilacije histonskih proteina. Transkripcioni faktor može deluje direktno ili da regrutuje druge proteine sa tom katalitičkom aktivnošću. Mnogi transkripcioni faktori koriste jedan od dva suprotna mehanizama za regulaciju transkripcije:[12]
  - histonska acetiltransferaza (HAT) – acetiliše histonske proteine, čime se slavi veza između DNK i histona. Posledica toga je da je DNK pristupačnija za transkripciju, te se ona odvija u većoj meri
  - histonska deacetilaza (HDAC) – deacetiliše histonske proteine, čime se ojačava veza između DNK i histona. To čini DNK manje dostupnom za transkripciju, i stoga se ona odvaja u manjoj meri.
- regrutovanje koaktivatorskih ili korepresorskih proteina u kompleks transkripcionog faktora i DNK[13]

## Literatura
- „DBD: Transcription factor database Home”. Архивирано из оригинала 04. 12. 2008. г. Приступљено 2. 3. 2008.
- Wilson D, Charoensawan V, Kummerfeld SK, Teichmann SA (2008). „DBD--taxonomically broad transcription factor predictions: new content and functionality”. Nucleic Acids Res. 36 (Database issue): D88—92. PMC 2238844 . PMID 18073188. doi:10.1093/nar/gkm964.
- Gilbert, FS. „Transcription factors: DevBio on-line supplementary material to Developmental Biology”. Sinauer Associates. Архивирано из оригинала 30. 04. 2011. г. Приступљено 2. 3. 2008.
- Singer, Susan R.; Gilbert, Scott F. (2006). Developmental Biology. Sunderland, Mass: Sinauer Associates. ISBN 978-0-87893-250-4.
- „Transcription Factor Classification, A classification of transcription factors based on their DNA-binding domains”. BIOBASE GmbH. 1. 10. 2002. Приступљено 2. 3. 2008.
- Matys V, Kel-Margoulis OV, Fricke E, Liebich I, Land S, Barre-Dirrie A, Reuter I, Chekmenev D, Krull M, Hornischer K, Voss N, Stegmaier P, Lewicki-Potapov B, Saxel H, Kel AE, Wingender E (2006). „TRANSFAC and its module TRANSCompel: transcriptional gene regulation in eukaryotes”. Nucleic Acids Res. 34 (Database issue): D108—10. PMC 1347505 . PMID 16381825. doi:10.1093/nar/gkj143.
- „Image of transcription factor function in humans”. Access Excellence, The National Health Museum. Архивирано из оригинала 03. 11. 2012. г. Приступљено 2. 3. 2008.
- Alberts, Bruce; Bray, Dennis; Hopkin, Karen; Johnson, Alexander; Lewis, Julian; Raff, Martin; Roberts, Keith; Walter, Peter (2004). Essential cell biology. New York: Garland Science. стр. 896 pages. ISBN 978-0-8153-3480-4.

## Spoljašnje veze
- Transcription+Factors на 
- Protein-DNK vezivanje Архивирано на веб-сајту  (7. јул 2015)